# Statius Gellius
Statius Gellius (mort en 305 av. J.-C.) était un général samnite qui combattit les Romains au cours de la seconde guerre samnite. Il fut vaincu et fait prisonnier en 305 av. J.-C. lors de la bataille de Bovianum.